# إزرائيل بي. ريتشاردسون
إزرائيل بي. ريتشاردسون (بالإنجليزية: Israel B. Richardson)‏ هو ضابط أمريكي، ولد في 26 ديسمبر 1815 في فيرفاكس في الولايات المتحدة، وتوفي في 3 نوفمبر 1862 في شاربسبورغ في الولايات المتحدة بسبب ذات الرئة.